# Ковыль Сырейщикова
Ковыль Сырейщикова (лат. Stipa syreistschikowii)  — вид травянистых растений рода Ковыль (Stipa) семейства Злаки (Poaceae).

## Ботаническое описание
Гемикриптофит. Многолетнее травянистое растение, образующее плотную дерновину. Стебли 40—60 см, поникающие, тонкие, зеленоватые, под метёлкой щетинисто — волосистые. Листья узкие, линейные, щетинообразные, до 2—4 мм шириной.
Соцветие  — сжатая узкая метёлка до 10 см длиной. Колоски одноцветковые. Нижние цветковые чешуи длиной 18—22 мм, с волосками. Ость длиной 25  45 см, опушенная, перистая. Цветёт в мае — июле,
плодоносит в июне — июле.

## Экология и распространение
Кальцефил. Ксерофит. Обитает на каменисто-щебнистых субстратах в степях и фриганоидных группировках.
Обитает в Южной Европе и на юго-западе Турции. В России встречается на Западном Кавказе, в северо-западном Закавказье и Крыму.

## Охранный статус
Занесён в Красную книги России и Краснодарского края, а также в Красную книгу Украины. Включен в Бернскую конвенцию об охране дикой фауны и флоры и природных сред обитания.